# Listă de actrițe - S
|  | Listă de actrițe \| \| Listă de actrițe - S \| Liste alfabetice de actori și actrițe \| Listă de actori A - B - C - D - E - F - G - H - I - J - K - L - M - N - O - P - Q - R - S - T - U - V - W - X - Y - Z |

## Actrițe - S
| - Adriana Sage (* 1980) - Marianne Sägebrecht (* 1945) - Eva Marie Saint (* 1924) - Susan Saint James (* 1946) - Laura San Giacomo (* 1962) - Dominique Sanda (* 1951) - Stefania Sandrelli (* 1946) - Adele Sandrock (1863 - 1937) - Lyda Salmonova (1889 - 1968) - Susan Sarandon (* 1946) - Katrin Sass (* 1956) - Michaela Schaffrath (* 1970) - Maria Schell (1926 - 2005) - Rosanna Schiaffino (1938 - 2009) - Gabriela Maria Schmeide (* 1965) - Magda Schneider (1909 - 1996) - Romy Schneider (1938 - 1982) - Maria Schrader (* 1965) - Roswita Schreiner (* 1965) - Joana Schümer (* 1969) - Anja Schüte (* 1965) - Sophie Schütt (* 1974) - Katharina Schüttler (* 1979) - Hanna Schygulla (* 1943) - Annabella Sciorra (* 1964) - Maria Sebaldt (* 1930) - Jean Seberg (1938 - 1979) - Valeria Seciu - Emmanuelle Seigner (* 1966) - Edda Seippel (1919 - 1993) | - Julia Serda - Chloë Sevigny (* 1974) - Jane Seymour (* 1951) - Victoria Shaw (1925 - 1988) - Moira Shearer (1926-2006) - Norma Shearer (1902 - 1983) - Adrienne Shelly (1966-2006) - Cybill Shepherd (* 1950) - Ernie Singerl (1921 - 2005) - Brooke Shields (* 1965) - Talia Shire (* 1946) - Anne Shirley (1918 - 1993) - Elizabeth Shue (* 1963) - Simone Signoret (1921 - 1985) - Alicia Silverstone (* 1976) - Jean Simmons (1929 - 2010) - Ernie Singerl (1921 - 2005) - Nancy Sinatra (* 1940) - Sabine Sinjen (1942 - 1995) - Alexandra Sireteanu - Jaclyn Smith (* 1945) - Maggie Smith (* 1934) - Elke Sommer (* 1940) - Mira Sorvino (* 1967) - Catherine Spaak (1945-2022) - Sissy Spacek (* 1949) - Camilla Sparv (* 1943) - Jutta Speidel (* 1954) - Tori Spelling (* 1973) | - Barbara Stanwyck (1907 - 1990) - Maureen Stapleton (1925-2006) - Koo Stark (* 1956) - Carmen Stănescu (1925 - 2018) - Barbara Steele (* 1937) - Mary Steenburgen (* 1953) - Ruth Stephan (1925 - 1975) - Connie Stevens (* 1938) - Inger Stevens (1934 - 1970) - Stella Stevens (* 1938) - Juliet Stevenson (* 1956) - Alexandra Stewart (* 1939) - Julia Stiles (* 1981) - Jill St. John (* 1940) - Hilde von Stolz - Lena Stolze (* 1956) - Sharon Stone (* 1958) - Madeleine Stowe (* 1958) - Susan Strasberg (1938 - 1999) - Dorothy Stratten (1960 - 1980) - Meryl Streep (* 1949) - Barbra Streisand (* 1942) - Barbara Sukowa (* 1950) - Mena Suvari (* 1979) - Hilary Swank (* 1974) - Gloria Swanson (1899 - 1983) - Rochelle Swanson (* 1963) - Loretta Swit (* 1937) - Elisabeth Sutterlüty (* 1976) |

## Actori
|  | Listă de actori \| \| Listă de actrițe \| Liste alfabetice de actori și actrițe \| Listă de actori A - B - C - D - E - F - G - H - I - J - K - L - M - N - O - P - Q - R - S - T - U - V - W - X - Y - Z |